# Cinéma de genre
Les termes cinéma de genre et film de genre désignent un type de films rattachés à un genre cinématographique précis. 
« Cinéma de genre » est souvent synonyme de cinéma de divertissement ; le terme peut également être associé aux notions de série B, voire de cinéma d'exploitation, mais il n'est pas non plus incompatible avec celle de cinéma d'auteur, lorsque des cinéastes s'épanouissent dans un genre particulier ou en transcendent les conventions. En France à l'heure actuelle, il est directement associé à l'horreur ou à l'étrange, des films plutôt rares et souvent difficiles à produire dans l'hexagone, loin du cinéma grand public.
- Genre cinématographique
  - Cinéma de fiction
  - Documentaire
  - Docufiction
  - Ethnofiction
  - Docudrama

## Principaux genres
Pour une liste plus large, consulter la catégorie:Genre cinématographique.
- Films d'action
- Films biographiques ou Biopic
- Blaxploitation
- Films de casse
- Films catastrophe
- Comédie
  - Comédie romantique
  - Comédie loufoque
- Films érotiques
- Films pornographiques
- Films d'espionnage
- Films de guerre
- Films de guérilla
- Films historiques
  - Films de cape et d'épée
    - Chambara (films de sabre japonais)
    - Wu Xia Pian (films de sabre chinois)
- Films d'épouvante
- Films d'horreur
  - Giallo
  - Slasher
  - Gore
  - Film de zombies
- Films d'arts martiaux
  - Films de kung-fu
- Film musical ou comédie musicale
- Film de Noël
- Films policiers et Films noirs
  - Thriller
  - Poliziottesco
  - Film de gangsters
- Films de procès
- Péplum
- Road movie
- Science-fiction et fantastique
- Films de super-héros
- Western
  - Western spaghetti

## Voir également
- Cinéma bis